# 秋田あけぼの銀行
株式会社秋田あけぼの銀行（あきたあけぼのぎんこう、Akita Akebono Bank Ltd.）は、かつて秋田県秋田市に本店をおいていた、第二地方銀行。

## 概要
終戦後、秋田県に唯一設立された無尽会社として、秋田無尽株式会社が設立されたのを起源とする。
その後、相互銀行に転換し、株式会社秋田相互銀行として中小企業や個人を中心とした営業展開をしていく。
秋田県外では、青森市(当時)、弘前市(当時)、盛岡市、仙台市、山形市、酒田市(当時)、大宮市(当時)、東京都台東区に店舗を進出させていた。県外店では、北都銀行盛岡支店の廃止を最後に、秋田相互銀行および秋田あけぼの銀行を由来とする現存している店舗はないが、当行の仙台支店の跡地に、北都銀行仙台支店が設置されている。
1980年代ごろから、池田修三の版画をデザインしたカレンダーを配布していたことがあった。北都銀行になってからは取り止めになっていたが、2010年代になってから、池田作品に注目が集まったこともあって、北都銀行でノベルティを製作したこともある。
1989年に、第二地方銀行協会加盟の普通銀行に転換し、株式会社秋田あけぼの銀行に改称。
県内でのシェア拡大を狙い、羽後銀行と合併する選択をとることになり、1993年に解散。
旧本店ビルは、北都銀行別館を経て、2011年に改装工事が実施され、北都ビルディングに改称。2012年3月、北都銀系の秋田不動産サービスがビルを取得し、管理運営を行っている。

## 沿革
- 1949年（昭和24年）
  - 4月23日 - 秋田無尽株式会社として設立登記。
  - 4月26日 - 無尽業免許を修得。
  - 5月1日 - 営業開始。
- 1951年（昭和26年）
  - 10月 - 相互銀行業免許を修得。
  - 10月20日 - 無尽会社から相互銀行に転換し、株式会社秋田相互銀行に改称。
  - 本店を現在の中通五丁目に新築移転。
- 1960年（昭和35年）
  - 1月18日 - 増田支店十文字出張所が支店昇格[8]。
  - 4月11日 - 大館支店比内出張所開設[9]。
  - 8月8日 - 西支店開設[10]。
- 1962年（昭和37年）12月24日 - 本店営業部手形出張所開設[11]。
- 1965年（昭和40年）10月4日 - 青森支店開設[12]。
- 1982年（昭和57年）10月 - 本店（現在の北都ビルディング）を新築。同年、秋田市より「市民が選ぶ都市景観賞」の11施設の中に選ばれる。
- 1989年（平成元年）4月1日 - 相互銀行から第二地方銀行に転換し、株式会社秋田あけぼの銀行に改称。
- 1993年（平成5年）
  - 3月25日 - 関係省庁より、株式会社羽後銀行との合併が認可される。
  - 4月1日 - 株式会社羽後銀行に吸収合併され解散。羽後銀行は株式会社北都銀行に即日改称。

## 歴代頭取・社長
1. 片野重脩（1949年～1973年）秋田無尽（1949年～1950年）→秋田相互銀行（1950年～1973年）の各代表取締役社長。事実上の創業者。
2. 片野饗一（1973年～1990年）1973年～1989年3月31日間は秋田相互銀行社長。1989年4月1日付で秋田あけぼの銀行頭取。片野重脩の長男。
3. 本山剛（1990年～1993年3月31日）秋田あけぼの銀行代表取締役頭取。日本銀行出身。

## スポーツ活動
- 秋田あけぼの銀行硬式野球部（社会人野球） - 秋田相互銀行時代に創部し、1964年から1991年にかけて活動していた。